# Saarijärvi (sjö i Finland, Norra Österbotten, lat 64,23, long 26,17)
Saarijärvi är en sjö i Finland. Den ligger i kommunen Siikalatva i landskapet Norra Österbotten, i den centrala delen av landet, 500 km norr om huvudstaden Helsingfors. Saarijärvi ligger 110,7 meter över havet. I omgivningarna runt Saarijärvi växer i huvudsak blandskog. Arean är 14,1 hektar och strandlinjen är 1,45 kilometer lång. Sjön  ingår i Siikajokis huvudavrinningsområde. 